# Rivula lutea
Rivula lutea är en fjärilsart som beskrevs av Barend J. Lempke 1949. Rivula lutea ingår i släktet Rivula och familjen nattflyn. Inga underarter finns listade.